# Bataille de Chios (1319)
La bataille de Chios est un affrontement naval qui se déroule au large de l'île de Chios, en mer Égée, entre une flotte latine comprenant majoritairement des navires de l'ordre de Saint-Jean de Jérusalem et une flotte turque de l'Émirat d'Aydın.

## Contexte
L'effondrement de la puissance byzantine en Anatolie occidentale et en mer Égée à la fin du XIIIe siècle, mais aussi le démembrement de la marine byzantine en 1284 créent un vide du pouvoir dans la région. Les beylicats turcs en profitent pour s'étendre, grâce notamment à l'action des guerriers ghazis. Les Turcs n'hésitent pas à engager des marins grecs pour lancer des actions de piraterie en mer Égée, visant principalement les nombreuses îles tenues par les puissances latines. Les corsaires turcs profitent de la rivalité entre la république de Gênes et la république de Venise. En 1304, l'émirat de Menteşe, bientôt remplacé par les Aydinides, s'empare du port d'Éphèse et les îles de la mer Égée orientale semblent sur le point de tomber entre les mains des Turcs. Face à cette menace, les Génois s'emparent de Chios où Benedetto Zaccaria fonde une principauté tandis qu'entre 1306 et 1310, les Hospitaliers s'emparent de Rhodes. Bientôt, ces deux entités deviennent le fer de lance de la lutte contre la piraterie turque.

## Bataille
En juillet 1319, la flotte aydinide, commandée par l'émir Mehmed Beg en personne, part du port d'Éphèse. Elle comprend dix-huit galères et dix-huit autres navires et rencontre la flotte des Hospitaliers au large de Chios. Celle-ci comprend vingt-quatre navires et quatre-vingt chevaliers dirigés par Albert de Schwarzburg (en), à quoi s'ajoute une escadre d'une galère et six autres navires mobilisées par Martin Zaccaria. La bataille se termine par une victoire écrasante des forces chrétiennes, puisque seuls six navires turcs échappent à la capture ou à la destruction,. 
La victoire est suivie par la reconquête de Leros où la population grecque s'est rebellée au nom de l'empereur byzantin. L'année suivante, une autre victoire est remportée contre une flotte turque destinée à s'emparer de Rhodes. Le pape Jean XXII récompense Schwarzburg en lui rendant le poste de grand précepteur de l'Hospital dont il a été démis deux ans plus tôt et lui promet la commanderie de Kos si jamais il parvient à s'en emparer.

## Impact
Selon l'historien Mike Carr, ce succès des chrétiens est d'autant plus significatif qu'il est l’œuvre des Hospitaliers soutenus par Martin Zaccaria, sans le soutien matériel ou financier d'une puissance de l'Europe occidentale. Ainsi, la papauté est absente de cet affrontement car elle essaie toujours de lancer un projet de croisade en Terre sainte. En revanche, elle influence la stratégie de ces mêmes puissances et participe à stimuler l'effort de constitution d'une alliance maritime face au développement de la piraterie turque. 
Néanmoins, dans un avenir immédiat, ce succès ne peut empêcher la montée en puissance des Aydinides. Les Zaccaria sont bientôt contraints d'abandonner leur bastion continental de Smyrne au profit d'Umur Bey. Celui-ci, le fils et le successeur de Mehmed Beg, fait de la flotte aydinide une force capable d'écumer la mer Égée durant deux décennies, jusqu'à ce que les croisades smyrniotes (1343-1351) ne brisent la puissance des Aydinides.

## Référencement

### Sources
- (en) Michael Carr, « The Hospitallers of Rhodes and their Alliances against the Turks », dans Islands and Military Orders, c.1291–c.1798, Farnham: Ashgate, 2013
- (en) Halil Inalcik, « The Rise of the Turcoman Maritime Principalities in Anatolia, Byzantium, and the Crusades », dans The Middle East & the Balkans Under the Ottoman Empire: Essays on Economy & Society, Indiana University Turkish Studies Department, 1993 (ISBN 1878318047)
- (en) Anthony Luttrell, « The Hospitaliers at Rhodes, 1306-1421 », dans A History of the Crusades, Volume III: The fourteenth and fifteenth centuries, University of Wisconsin Press, 1975 (ISBN 0-299-06670-3)